# Орджоникидзевский
Орджоники́дзевский — посёлок городского типа в Карачаево-Черкесской Республике. 
Входит в состав муниципального образования «Карачаевский городской округ».

## География
Посёлок расположен на левом берегу реки Кубань, в 8 км (по дороге) к северу от центра города Карачаевска и в 42 км к югу от города Черкесск. На противоположной стороне реки находятся посёлок Малокурганный и аул Хумара, далее к востоку, за Малокурганным, находился несуществующий сейчас посёлок Правобережный, ещё восточнее — посёлок Кубрань. Также на правом берегу, но уже к югу от Орджоникидзевского — пгт Новый Карачай, ещё южнее, вновь на левом берегу — село имени Коста Хетагурова. К северу от посёлка, также на левом берегу — аул Кумыш.
В северной части посёлка в Кубань впадает левый приток Каракент. Ранее на его берегах у северной окраины Орджоникидзевского располагался небольшой посёлок Каракент, ныне не существующий. К северу от Орджоникидзевского в Кубань впадает ещё один левый приток — Кубыш. В его среднем течении, к западу от посёлка, ранее существовал небольшой населённый пункт Кемюрлю. Западнее, в верховьях реки Кубыш, стоит хутор Восток. Напротив Орджоникидзевского, в черте посёлка Малокурганного, в Кубань впадает правый приток Кубрань, на берегах которого и располагается одноимённый посёлок (а также располагался в прежние годы посёлок Правобережный).
Над достаточно узкой низменной береговой полосой вдоль Кубани, где раскинулся посёлок, возвышаются высокие горы. Западнее Орджоникидзевского, между долинами рек Каракент и Кубыш, возвышается вершина 1044,1 м, юго-западнее, над участком автодороги, ведущей в село имени Коста Хетагурова — гора высотой 1231,9 м. Горы господствуют и над противоположным правым берегом.
Расстояние до ближайшей железнодорожной станции (станция Джегута, город Усть-Джегута) — 31 км. Через пгт Орджоникидзевский с севера на юг проходит Военно-Сухумская дорога.

## История
Статус посёлка городского типа с 1938 года. Орджоникидзевский возник как посёлок горняков, по обе стороны Кубани расположено несколько шахт, в которых добывали уголь. В горах правого берега — шахты № 6, 20, 21, 24 и другие, в горах левого берега — шахта № 26 и некоторые другие.

## Население
| 1959  | 1970  | 1979  | 1989  | 2002  | 2010  | 2012  |
| ----- | ----- | ----- | ----- | ----- | ----- | ----- |
| 3873  | ↘3354 | ↘3340 | ↘3128 | ↗3232 | ↘3039 | ↘2958 |
| 2013  | 2014  | 2015  | 2016  | 2017  | 2018  | 2019  |
| ↗2976 | ↘2969 | ↘2956 | ↘2946 | ↘2918 | ↘2900 | ↘2886 |
| 2020  | 2021  | 2023  | 2024  | 2025  |       |       |
| ↘2870 | ↗2919 | ↗2937 | ↘2926 | ↘2923 |       |       |

Национальный состав
По данным Всероссийских переписей населения 2002 года и 2010 года:
| Народ      | Численность (2002), чел. | Доля от всего населения (2002) | Численность (2010), чел. | Доля от всего населения (2010) |
| ---------- | ------------------------ | ------------------------------ | ------------------------ | ------------------------------ |
| карачаевцы | 751                      | 23,2 %                         | 1 906                    | 62,7 %                         |
| русские    | 1 752                    | 54,2 %                         | 883                      | 29,1 %                         |
| осетины    | 155                      | 4,8 %                          | 112                      | 3,7 %                          |
| черкесы    | 345                      | 10,7 %                         | 39                       | 1,3 %                          |
| абазины    | 94                       | 2,9 %                          | 18                       | 0,6 %                          |
| другие     | 135                      | 4,2 %                          | 81                       | 2,7 %                          |
| всего      | 3 232                    | 100 %                          | 3 039                    | 100 %                          |

## Достопримечательности
Мемориальный комплекс

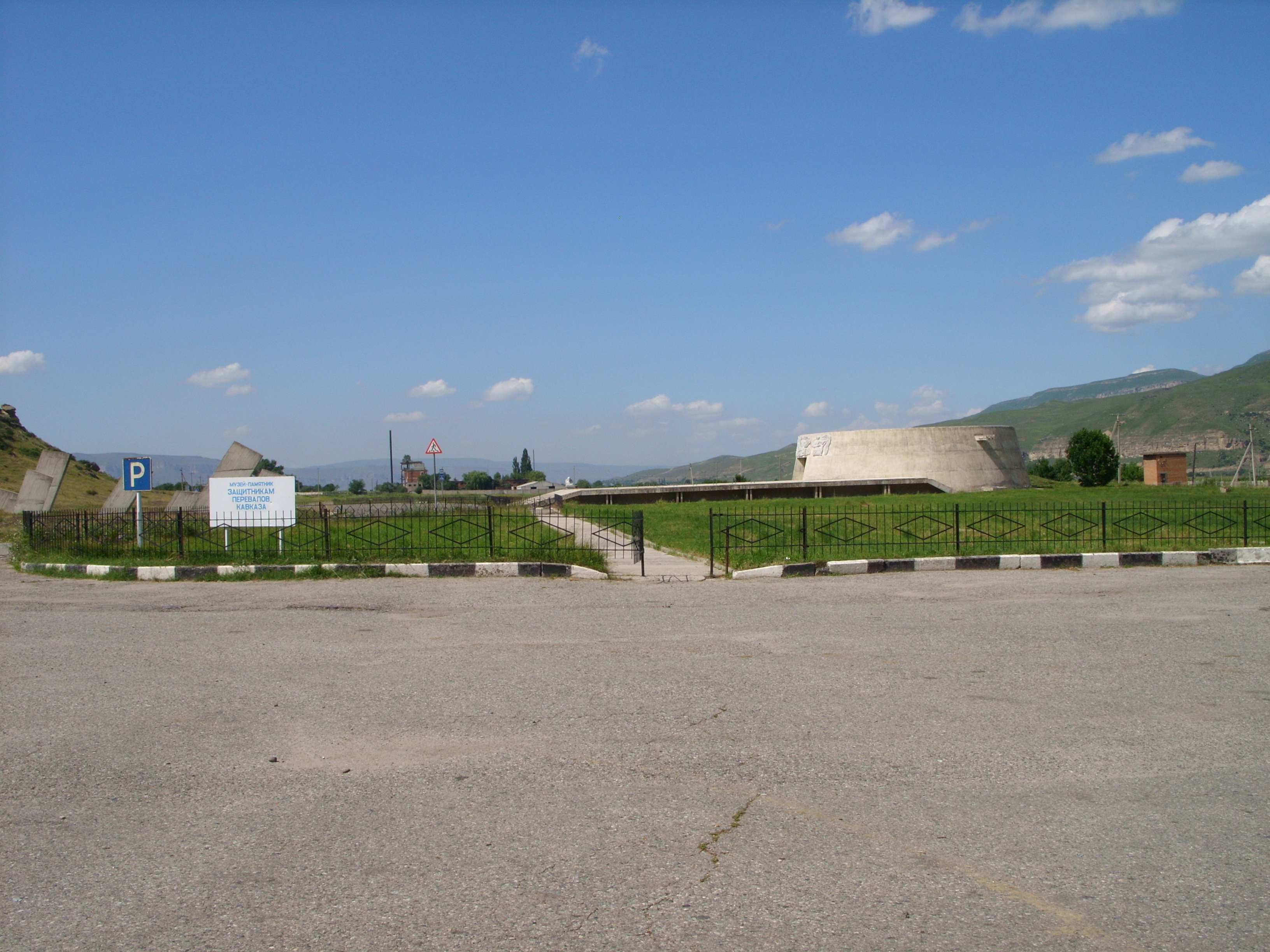
Музей-памятник защитникам перевалов Кавказа

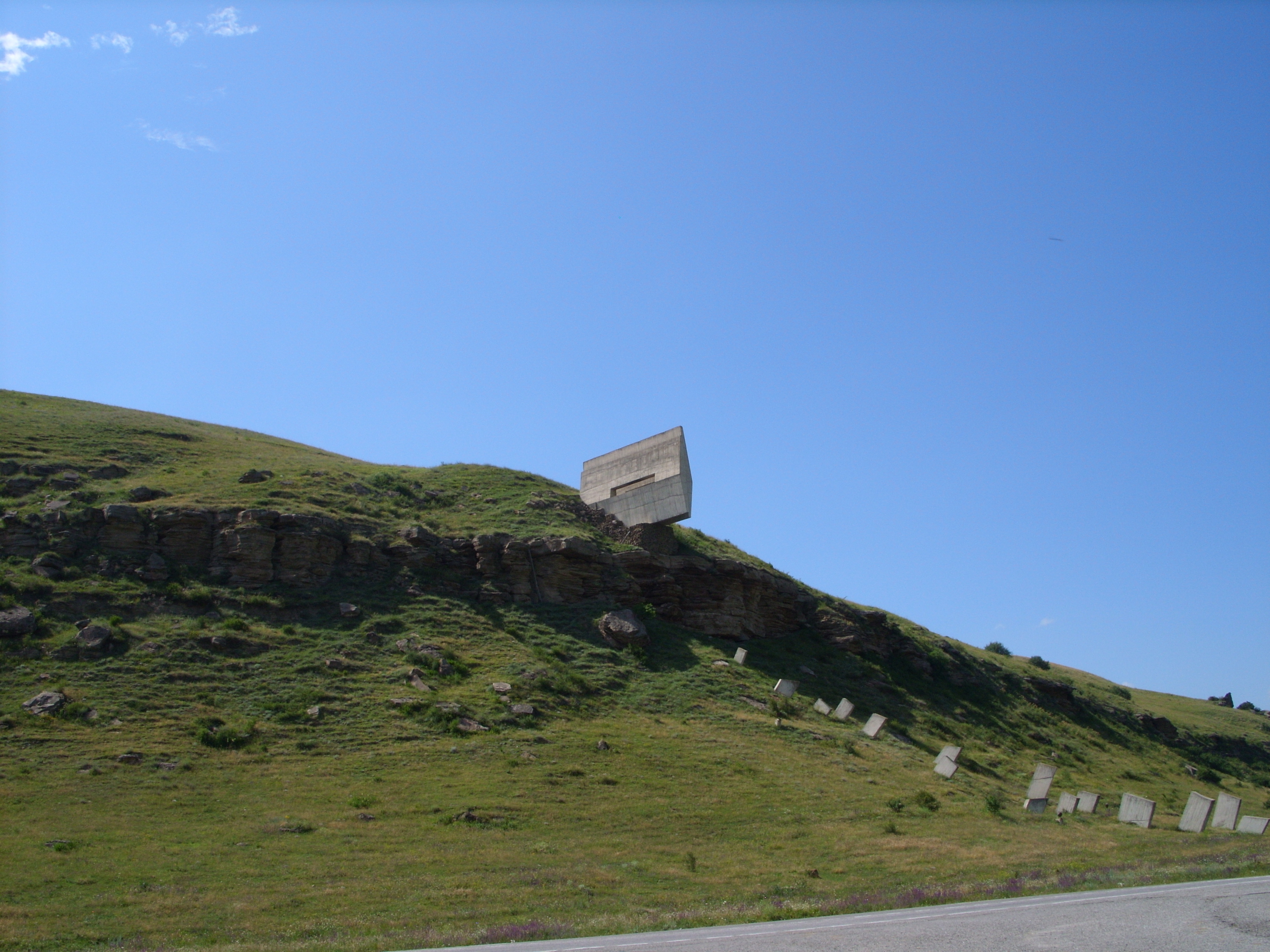
Мемориальная композиция

На северной окраине посёлка расположен Музей-памятник защитникам перевалов Кавказа в годы Великой Отечественной войны. Это единственный на Северном Кавказе архитектурный ансамбль, сочетающий в себе мемориальную и музейную составляющую. Музей-памятник является филиалом Государственного Карачаево-Черкесского историко-культурного и природного музея-заповедника имени М. О. Байчоровой.
Мемориальный комплекс с музеем был открыт 2 ноября 1968 года, в ознаменование 50-й годовщины создания Всесоюзной комсомольской организации. Строительство комплекса осуществлялось на средства, собранные рабочими, комсомольцами Карачаево-Черкесской АО, в том числе на субботниках. Деньги присылались также и из других регионов СССР. В сборе средств участвовали рабочие предприятий Черкесска, Карачаевска, Зеленчукской, Кардоникской, Хабеза, других населённых пунктов КЧАО. Музей был создан по инициативе Карачаево-Черкесской областной комсомольской организации. Есть данные, что в его открытии принимало участие более 20 тыс. человек.
Авторами проекта мемориального комплекса стали грузинские архитекторы В. Давитая и А. Чиковани, руководство проектированием осуществлял Н. Месхи. Барельефы выполнены скульптором Г. Каладзе. У трассы Военно-Сухумской дороги расположено здание музея, напоминающее дот из железобетона. Рядом с ним — Вечный огонь и братская могила, где захоронены останки неизвестных советских воинов, погибших при обороне Клухорского, Марухского, Санчарского и других перевалов. У братской могилы установлена 76-мм противотанковая пушка, использовавшаяся партизанами Карачаево-Черкесии в годы войны в Кизильчукском ущелье (урочище Кизильчук в верхнем течении реки Кяфар, ниже слияния Кяфара и Чилика). С другой стороны автотрассы, на склоне горы, в шахматном порядке установлены железобетонные плиты, символизирующие недоступность врагу обороняемых перевалов и гор Кавказа, а над ними, на вершине, между двух плит с бойницами — ещё одна чаша Вечного огня.
Музей имеет около 5800 единиц хранения, из них более 2400 предметов — основной фонд, размещённый на почти 300 м2 выставочных площадей. Это материалы по истории обороны Кавказа: личные документы солдат, оружие, медали, знамёна времён Великой Отечественной войны, в том числе оружие, предметы солдатского обихода, собранные в горах комсомольскими поисковыми отрядами. Некоторые экспонаты получены от участников Битвы за Кавказ и членов их семей, некоторые предметы и документы переданы из Центрального музея В. И. Ленина, Центрального музея Вооружённых Сил СССР и других музеев. В среднем в год музей-памятник принимает 5200 посетителей.

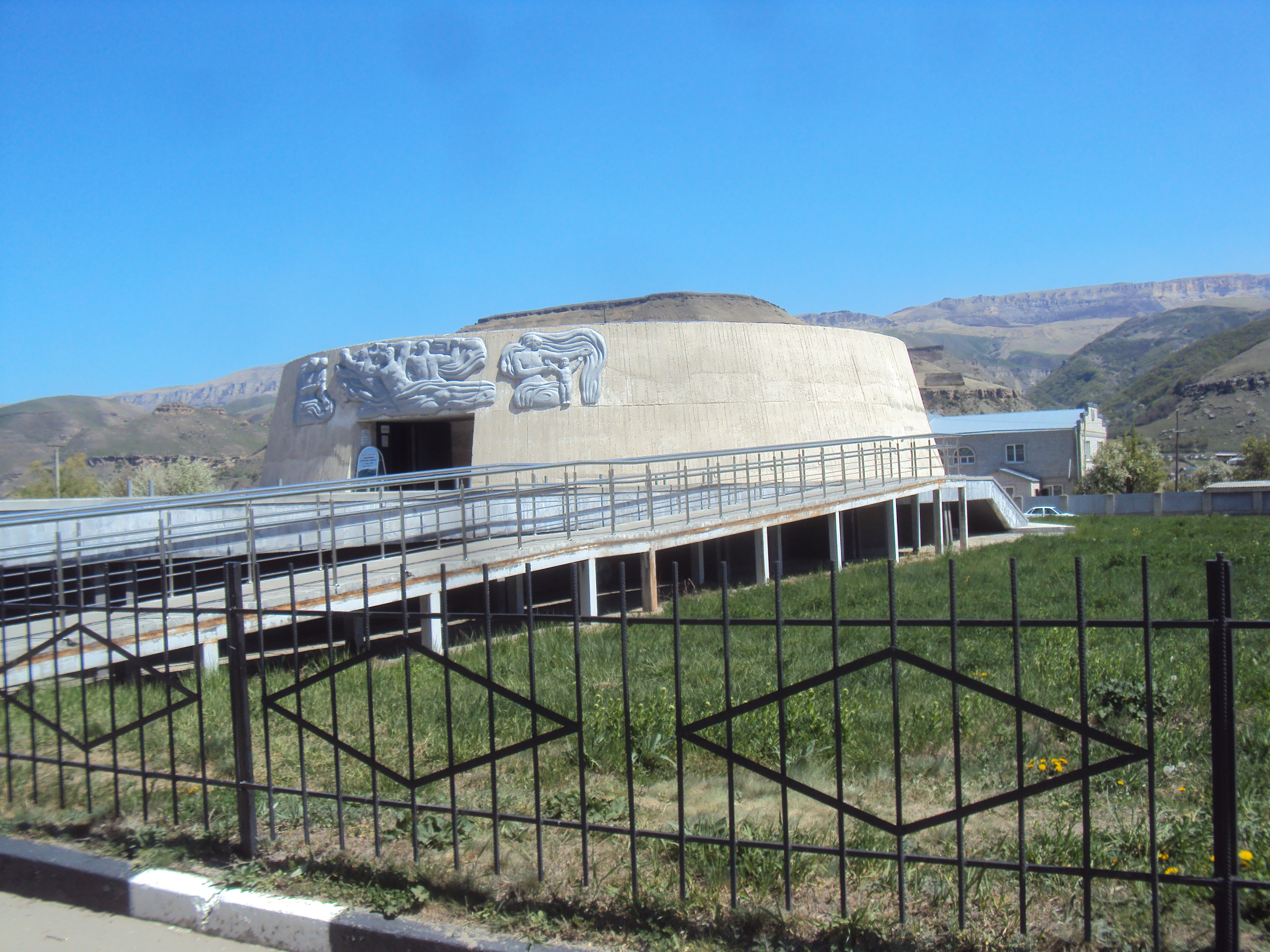
Здание музея в форме дота
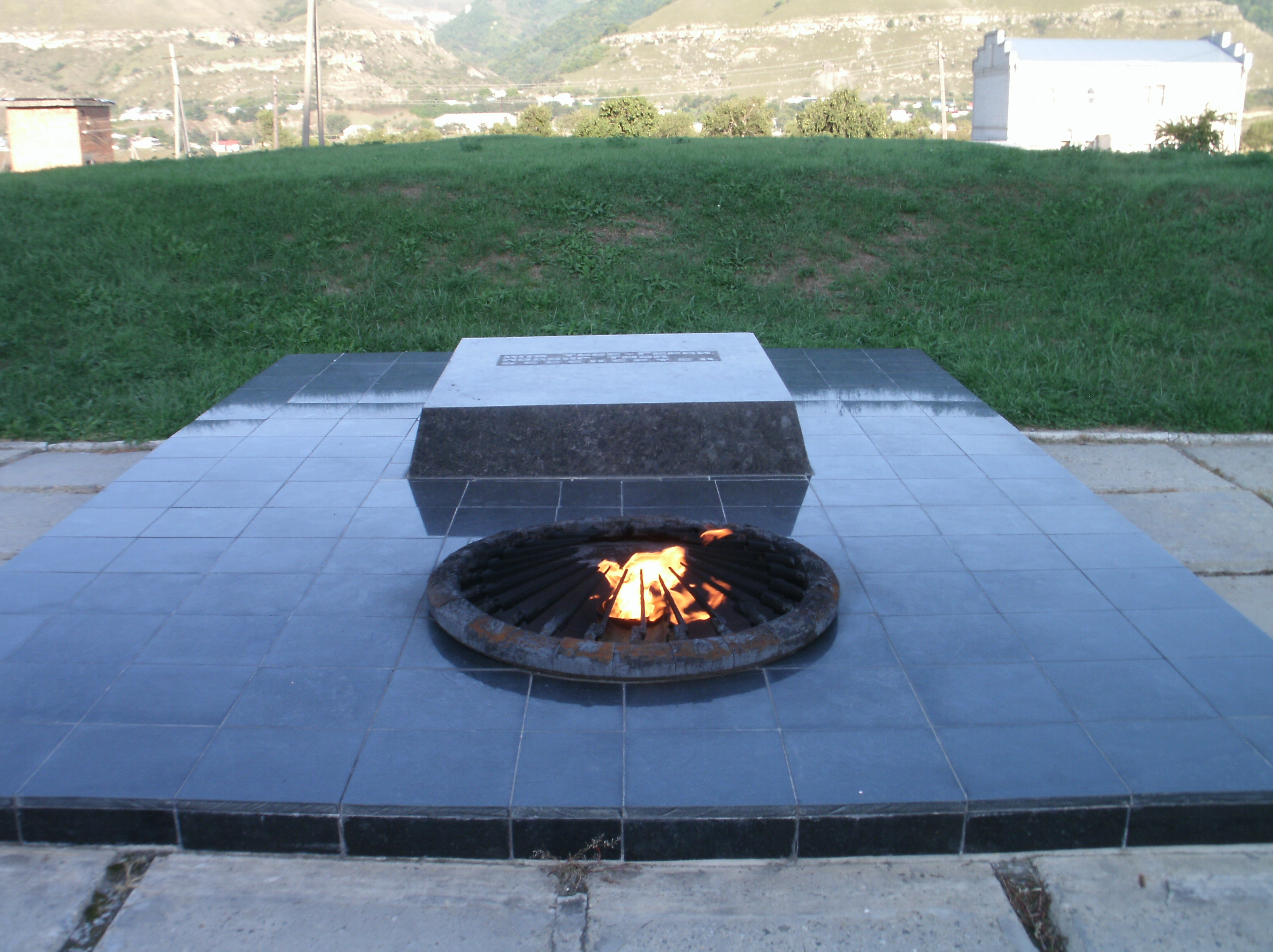
Вечный огонь
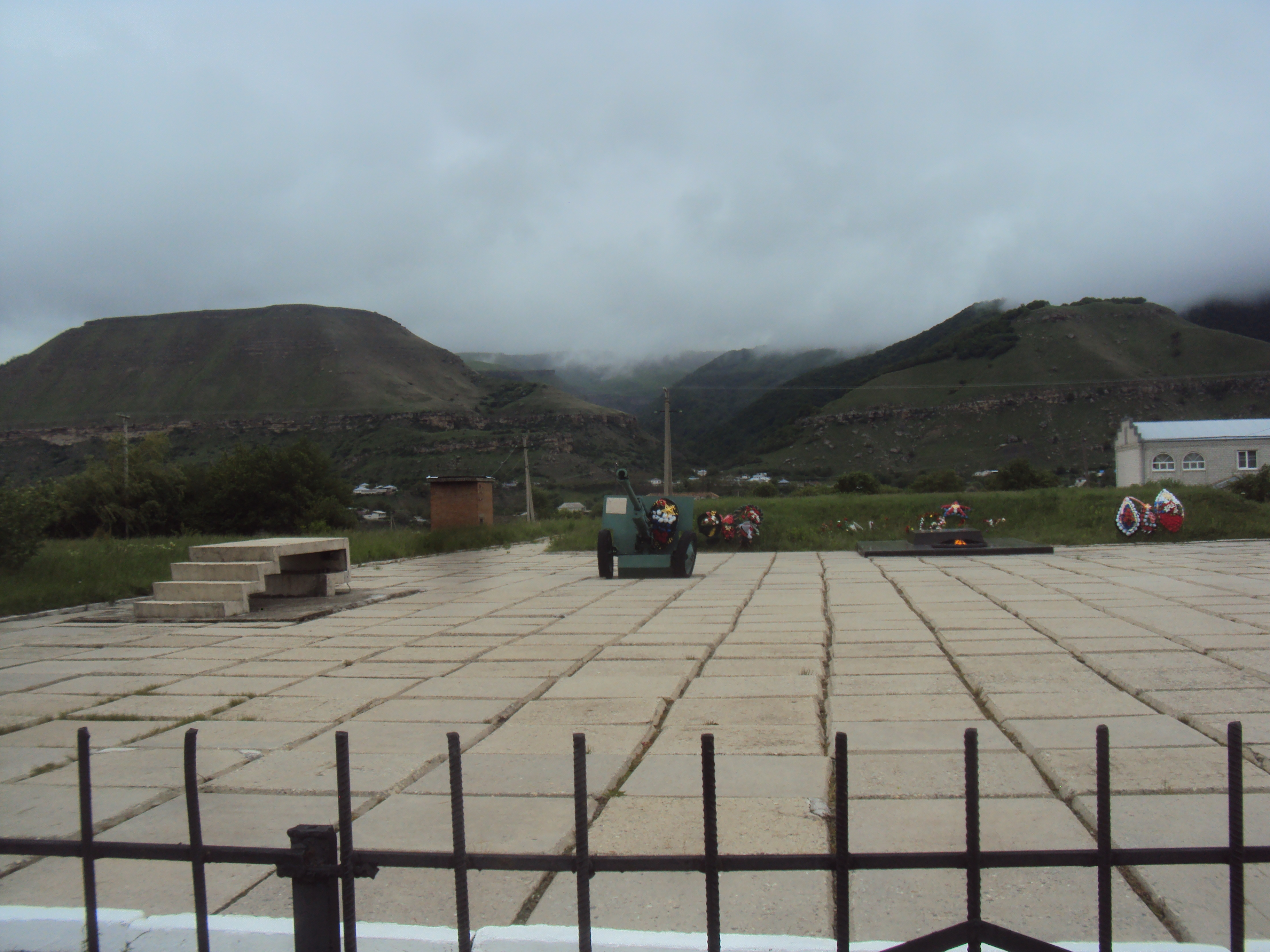
Площадка рядом с музеем: Вечный огонь, братская могила и пушка ЗиС-3
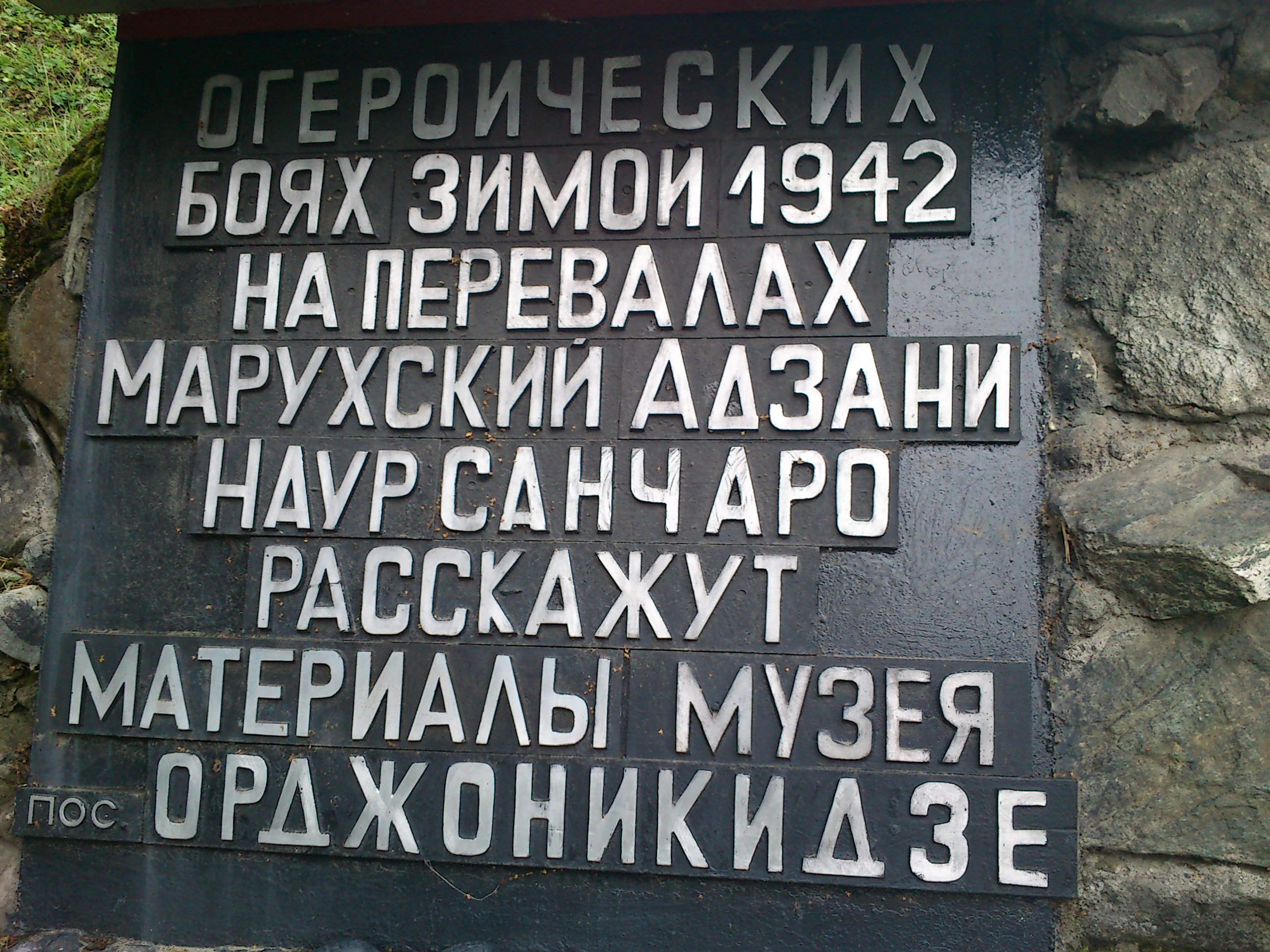
Мемориальная табличка недалеко от села Архыз

Каракентское городище

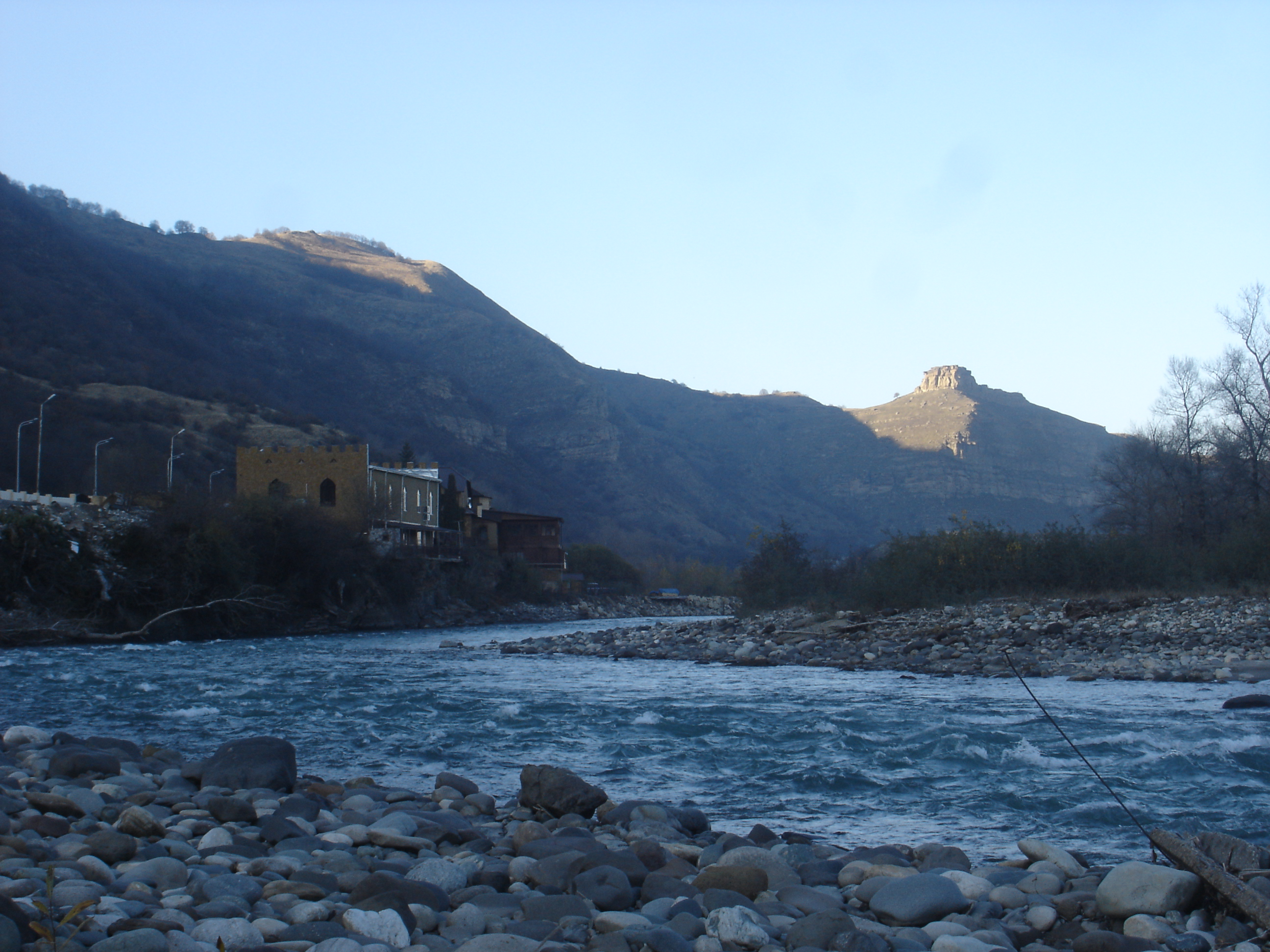
Кубань и горы её левого берега. Северные окраины села имени Коста Хетагурова, участок Военно-Сухумской дороги между селом и пгт Орджоникидзевский

Городище VIII—XI веков является памятником археологии федерального значения и расположено на левом берегу Кубани к северу от посёлка, между реками Каракент и Кубыш (Кумыш). Общая его площадь составляет 7 га. Городище состоит из цитадели, крепости и незащищённой части поселения. Цитадель обнесена стеной, мощная каменная стена крепости имеет башни и одни ворота (в северо-западном углу). Стены и башни сложены из тёсаных каменных блоков без раствора. Поселение, не имевшее внешней стены, примыкало к крепости с юго-востока, со стороны реки Каракент. Сохранились остатки жилищ, явно видны линии улиц, имеются многочисленные погребения (каменные ящики, гробницы, скальные захоронения, земляные катакомбы и др.).
В развалинах города были обнаружены обломки керамики, датированные преимущественно X—XII веками. Здесь же найдены камни с надписями, каменные плиты без надписей, плиты с крестами (например, обломок могильного памятника с крестом, окружённым орнаментом) и каменные кресты (например, заострённый кверху столб с крестом и просто удлинённый каменный крест).
Скала Сказка
Отвесные скалы левого берега Кубани на участке от реки Малая Шоана (северные окраины села имени Коста Хетагурова) и почти до южных окраин аула Кумыш (около 6 км с юга на север), нависающие над посёлком Орджоникидзевским и Военно-Сухумской дорогой на высоте 15-25 м, имеют статус геологического памятника природы регионального значения, с названием «Скала Сказка». Скалы примечательны тем, что в зависимости от угла зрения их очертания могут напоминать людей, животных, сказочных персонажей, неодушевлённые предметы. В частности, в причудливых формах горных пород могут быть обнаружены головы людей (старика с бородой, воина в каске, богатыря, чабана), обнаруживаются контуры совы, ласточки, лягушки, зайчонка. Наблюдатели могут видеть Бабу-ягу, танк, кольцо и т.д.
Скалы образованы песчаниками юрского периода с небольшой долей сланцеватых глин. Растительность — злаки, преимущественно ковыль, типчак, бородач, а также полынь. Из кустарников произрастают барбарис, боярышник, жостер. Статус особо охраняемой природной территории данный скальный участок имеет, согласно решению исполкома Карачаево-Черкесского областного совета народных депутатов, с 1978 года.

## Религия
Русская православная церковь
- Церковь святой великомученицы Варвары[43]. Полностью сгорела в результате поджога 1 ноября 2010 года[44]. К концу 2015 года силами прихожан и благодаря частичной помощи республиканских властей церковь была восстановлена лишь на 60 %[45].

## Комментарии
1. ↑  Включая территорию сельского посёлка Малокурганного, ранее выделяемого в качестве отдельного населённого пункта[7] и впоследствии учтённого в переписи 2010 года как самостоятельный сельский населённый пункт в составе Карачаевского городского округа[30]. В переписи 2002 года посёлок Малокурганный не фигурирует, вероятно, будучи учтён в составе пгт Орджоникидзевский. Соответственно, его население переписано как городское; единственное сельское поселение в подчинении администрации Карачаевска, согласно переписи-2002 — посёлок Мара-Аягъы[31].